# Annie Foreman-Mackey
Annie Foreman-Mackey (Kingston, Ontario, 26 de juny de 1991) és una ciclista canadenca que combina la carretera amb la pista. Actualment milita a l'equip Sho-Air TWENTY20. En el seu palmarès destaca una medalla de bronze al Campionat del món en Persecució i un Campionat nacional en ruta.

## Palmarès en ruta
- 2016
  -  Campiona del Canadà en ruta

## Palmarès en pista

### Resultats a laCopa del Món
- 2017-2018
  - 1a a Milton, en Persecució per equips